# Viviré (álbum de Marcos Witt)
Viviré es el nombre del álbum de estudio del cantante mexico-estadounidense de música cristiana Marcos Witt.
El álbum se caracteriza por el estilo musical ligero de Witt, con diferentes ritmos entre blues, clásica y pop.
De este álbum, se desprenden algunos sencillos como: «Viviré», «Eres mi Pastor» y «Decir adiós». En este álbum, están incluidas las participaciones de Lilly Goodman y Kim Richards.

## Lista de canciones
| N.º | Título                                | Duración |  |
| 1.  | «Viviré»                              | 4:08     |  |
| 2.  | «Nadie es como Cristo»                | 3:02     |  |
| 3.  | «Eres mi Pastor»                      | 3:30     |  |
| 4.  | «Eres sorprendente»                   | 3:37     |  |
| 5.  | «Dime por qué» (Mis preguntas a Dios) | 4:00     |  |
| 6.  | «Decir»                               | 3:49     |  |
| 7.  | «Es posible»                          | 4:01     |  |
| 8.  | «Anhelo tu gloria»                    | 4:01     |  |
| 9.  | «Simplemente Gracias»                 | 5:25     |  |
| 10. | «Decir adiós»                         | 3:44     |  |

## Premios y nominaciones
El álbum fue elegido como Álbum en español en los Premios Dove 2022 y  Álbum cristiano en español en Premios Grammy Latinos, siendo la sexta vez que Marcos obtiene esta categoría.